# Gösta Enwall
Gösta Jakob Enwall, född 6 oktober 1902 i Tuna församling, Kalmar län, död 14 februari 1976 i Risinge församling, Östergötlands län, var en svensk präst.

## Biografi
Gösta Enwall föddes 1902 i Tuna församling. Han var son till kantorn och folkskolläraren Knut Enwall och Anna Sundquist. Enwall avlade studentexamen och blev 1922 student vid Lunds universitet. Han blev 1945 pastorsadjunkt i Vreta klosters församling och 1950 kyrkoadjunkt i Risinge församling. Enwall blev 1957 tillförordnad komminister i Risinge församling och 1960 kyrkoherde i församlingen. Han blev 1969 kontraktsprost i Bergslags kontrakt.

### Familj
Enwall gifte sig 1942 med Petra Sjödin (född 1914), dotter till köpmannen Nils Sjödin och Mathilda Jönsson. De fick tillsammans dottern Eva Enwall (född 1949).